# Katiuska Santaellaová
Katiuska de los Ángeles Santaellaová Santamariaová (* 21. května 1967 Puerto Ordaz) je bývalá venezuelská zápasnice – judistka.

## Sportovní kariéra
S judem začínala ve 12 letech v rodném Ciudad Guayana (část Puerto Ordaz). Ve venezuelské ženské reprezentaci se pohybovala od konce osmdesátých let dvacátého století v pololehké váze do 52 kg. Do roku 1992 jako reprezentační dvojka za Carmen Rodrígezovou. V roce 1996 se kvalifikovala na olympijské hry v Atlantě, kde vypadla v úvodním kole s domácí Marisou Pedullaovou na ippon zvedačkou sukui-nage. Sportovní kariéru ukončila v roce 1998. Věnuje se trenérské a vysoké funkcionářské práci. K jejím nejznámějším žákyním patří Giovanna Blancová nebo Elvismar Rodríguezová.

### Vítězství na mezinárodních turnajích
- 2016 - 1x světový pohár (Budapešť)

## Výsledky
| Turnaj                  | 1992           | 1993           | 1994           | 1995           | 1996           |
| Turnaj                  | 25             | 26             | 27             | 28             | 29             |
| Turnaj                  | pololehká váha | pololehká váha | pololehká váha | pololehká váha | pololehká váha |
| ----------------------- | -------------- | -------------- | -------------- | -------------- | -------------- |
| Olympijské hry          | —              |                |                |                | úč.            |
| Mistrovství světa       |                | úč.            |                | úč.            |                |
| Panamerické hry         |                |                |                | ?              |                |
| Panamerické mistrovství | úč.            |                | ?              |                | —              |
| Jihoamerické hry        |                |                | ?              |                |                |
| Středoamerické a k. hry |                | 2.             |                |                |                |
| Bolívarské hry          |                | 1.             |                |                |                |